# Tinatin Jidasheli
Tinatin Jidasheli (en georgiano: თინათინ ხიდაშელი; Tiflis, 8 de junio de 1973) es una jurista y política georgiana que ha desempeñado el papel de ministra de Defensa de Georgia entre 2015 y 2016, siendo la primera mujer en su puesto. Anteriormente fue miembro del Parlamento de 2012 a 2015.

## Biografía
Nacida en Tiflis, Jidasheli se graduó en Derecho Internacional en la Universidad Estatal de Tiflis en 1995. Obtuvo un máster en Ciencias Políticas en la Universidad Centroeuropea de Budapest en 1996 y fue becaria de derechos humanos en el Washington College of Law y becaria mundial de la Universidad de Yale. Tras haber trabajado para varias organizaciones gubernamentales e internacionales en Georgia, Jidasheli asumió la presidencia del influyente grupo de derechos humanos Asociación de Jóvenes Abogados de Georgia de 2000 a 2004. Al mismo tiempo, se desempeñó como miembro del Consejo Estatal Anticorrupción de 2002 a 2004. Jidasheli, una de las críticas más vocales del gobierno del entonces presidente de Georgia, Eduard Shevardnadze, participó activamente en el movimiento de protesta que provocó la dimisión de Shevardnadze en la Revolución de las Rosas en noviembre de 2003. Sin embargo, se distanció del nuevo gobierno liderado por Míjeil Saakashvili, su aliado en la lucha política contra Shevardnadze.
Después de un breve período como presidenta de la junta directiva de la fundación Open Society Georgia de 2004 a 2005, Jidasheli se unió al Partido Republicano de Georgia, liderado por su esposo, Davit Usupashvili (que llegaría a ser Presidente del Parlamento de Georgia). Se desempeñó como secretaria de asuntos internacionales de ese partido de 2005 a 2009. 
Fue elegida para el consejo municipal de Tiflis en 2010 y entró en el Parlamento de Georgia después de que la coalición Sueño Georgiano, de la que era miembro el Partido Republicano, derrotara al Movimiento Nacional Unido liderado por Saakashvili en las elecciones de 2012. Presidió el comité parlamentario sobre integración europea. En mayo de 2015, Jidasheli sucedió a Mindia Yanelidze como ministra de Defensa de Georgia. Durante su mandato, Jidasheli buscó una estrecha cooperación con la OTAN y los Estados Unidos. También anunció su intención de poner fin al servicio militar obligatorio como parte de las reformas militares. Expresó su firme oposición al servicio militar obligatorio y lo abolió en junio de 2016, convirtiendo a Georgia en el primer estado postsoviético en hacerlo. Después de que el Partido Republicano decidiera abandonar la coalición Sueño Georgiano antes de las elecciones parlamentarias de 2016, Jidasheli presentó su dimisión y fue reemplazada por Levan Izoria. La propia Jidasheli criticó la elección del gobierno de su sucesor, que pronto reintrodujo el servicio militar obligatorio.
En 2019 firmó la “Carta abierta contra la represión política en Rusia”.